# Гогманіт
Гогманіт (рос. гогманнит; англ. hohmannite; нім. Hohmannit m) — водний основний сульфат тривалентного заліза.

## Загальна характеристика
Хімічна формула: Fe2[(OH)2(SO4)2] х7H2O. Склад у %: Fe2O3 — 34,42; SO3 — 34,52; Н2О — 31,06. Сингонія триклінна. Пінакоїдальний вид. Тонковолокнисті кірочки та маси, також гроноподібні, радіальноволокнисті агрегати. Волокна видовжені. Спайність досконала. Густина 2,2. Твердість 3. Колір каштаново-коричневий до оранжевого, червонувато-фіолетового. Порошок оранжево-жовтий. Блиск скляний, яскравий. Прозорий до напівпрозорого. Вторинний мінерал рудних родовищ Чилі.